# 金YO!瓦BAN
『金YO!瓦BAN』（きんようかわらばん）は、IBC岩手放送（IBCテレビ）で放送している夕方のローカル情報番組。

## 概要
岩手県内に向けて放送されるローカル番組で、2025年(令和7年)4月4日に放送開始。盛岡市の同社スタジオから生放送。放送は金曜日のみ。同社の夕方ワイド番組としては、『幸見の夕刊テレビ』以来27年ぶりの参入となる。
MCは、盛岡市出身のお笑い芸人、お侍ちゃんが務める。
直接連動していないが、番組最後には、翌土曜『じゃじゃじゃTV』のPRが行われる。
同年3月まで生放送だった午前の情報番組『金曜情報館』は、事前収録に変更された。

## 出演者
☆はIBC岩手放送アナウンサー。
- お侍ちゃん - MC
- 奥村奈穂美☆ - サブMC、番組進行
- 神山浩樹☆ - サブMC、天気担当
- 徳岡伶美☆ - 生中継レポーター
- アサヌマ理紗 - 「トレイルチャレンジャー」レポーター[注釈 2]

ナレーションはIBCアナウンサーが務める。

## 構成
- 週替わり企画（収録）
  - 見参!おたすけ侍 - お侍ちゃんが県内各地に出向きお手伝いをする
  - カイサーベ[注釈 4] - 奥村がスーパーマーケットなどで買い物をする
  - イッツ小タイム - 神山によるチャレンジ企画
- トレイルチャレンジャー・アサヌマ理紗 - アサヌマとディレクターが青森県から福島県までの「みちのく潮風トレイル」のルートを徒歩でたどる
- 旬感ライブ - 徳岡担当の生中継
- まんまミーア - 徳岡による飲食店レポート
- カミテン - 気象予報士・神山による天気予報やミニ知識
- 視聴者電話クイズ・カンシンジ - 「TBS NEWS DIG」のアクセス数が最も多かった県内ニュースを当てるクイズ